# Crenoicus mixtus
Crenoicus mixtus är en kräftdjursart som beskrevs av Nicholls 1944. Crenoicus mixtus ingår i släktet Crenoicus och familjen Phreatoicidae. Inga underarter finns listade i Catalogue of Life.